# Sidney Kingsley
Sidney Kingsley, född 22 oktober 1906, död 20 mars 1995, var en amerikansk författare.
Sidney Kingsley skrev redan under gymnasist- och studentåren dramatik, som blev uppmärksammad, och slog igenom med sitt första skådespel, Men in white (1933), som hade motiv ur sjukhuslivet. Kingsley skrev senare bland annat Dead end, ett socialt betonat skådespel, där rikt folk i New York kontrasteras mot slummänniskor, Ten million ghosts (1936), ett krigsskådespel, The world we make (1939), en dramatisering av Millen Brands roman The outward room, utförd för Labor Stage, och The patriots (1942), som handlar om Alexander Hamilton och Thomas Jefferson. Flera av Kingsleys skådespel filmatiserades med framgång.